# Das absolut wahre Tagebuch eines Teilzeit-Indianers

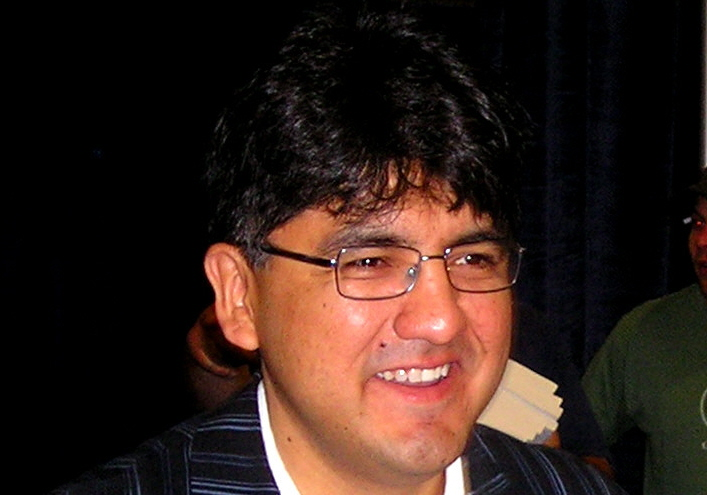
Sherman Alexie

Das absolut wahre Tagebuch eines Teilzeit-Indianers (englischer Originaltitel: The Absolutely True Diary of a Part-Time Indian) ist ein Roman von Sherman Alexie.

## Handlung
Erzählt wird aus der Ich-Perspektive eines indianischen Teenagers, Arnold Spirit Jr., auch bekannt als „Junior“, eines 14-jährigen vielversprechenden Karikaturisten. Das Buch handelt von Juniors Leben im Spokane-Indianerreservat und seiner Entscheidung, auf eine fast ausschließlich weiße öffentliche High School außerhalb des Reservats zu gehen. Die Graphic Novel enthält 65 Comic-Illustrationen, die die Handlung vorantreiben.

## Kontroversen
Obwohl von der Kritik gefeiert, war The Absolutely True Diary auch Gegenstand von Kontroversen und erschien ab 2008 durchweg auf der jährlichen Liste der am häufigsten angefochtenen Bücher und wurde von 2010 bis 2019 zum am häufigsten angefochtenen Buch. Kontroversen ergeben sich aus der Darstellung im Roman von Alkohol, Armut, Mobbing, Gewalt, Sexualität, Obszönität und Beleidigungen im Zusammenhang mit Homosexualität und geistiger Behinderung. Infolgedessen haben Dutzende von Schulen es angefochten.

## Preise und Auszeichnungen
- 2007: National Book Award for Young People’s Literature
- 2008: Boston Globe-Horn Book Award[2]
- 2009: Buch des Monats im Oktober 2009 (Deutsche Akademie für Kinder- und Jugendliteratur, Volkach)
- 2009: Die Besten 7 – Bücher für junge Leser im November 2009 (Deutschlandfunk/Focus)
- 2009: Eule des Monats im November 2009 (Bulletin Jugend & Literatur)

## Ausgaben
- The Absolutely True Diary of a Part-Time Indian. Ungek. englischer Originaltext mit Annotationen. Klett, Stuttgart. Klett English Editions ISBN 978-3-12-578042-2 (englisch)
- Das absolut wahre Tagebuch eines Teilzeit-Indianers. Roman. Übers. Gerald Jung, Katharina Orgaß. Ill. Ellen Forney. dtv, München 2009. ISBN 978-3-423-24742-9